# تلعقة (السياني)

تعديل مصدري - تعديل

تلعقة هي إحدى قرى عزلة العارضة بمديرية السياني التابعة لمحافظة إب، بلغ تعداد سكانها 228 نسمة حسب تعداد اليمن لعام 2004.